# 翁雯柔
翁雯柔（1966年4月13日—2010年2月10日）是臺灣長庚紀念醫院皮膚科醫師，有「美女醫師」稱號，罹肺腺癌去世。

## 著作
- 聰明御膚術（時報文化）
- 漂亮腳丫一次搞定（城邦文化）
- 美人醫師教你如何—面膜篇（菊文化出版）
- 美麗護膚365（中國輕工業出版社）大陸簡體版

## 外部連結
- 不捨5歲子　美女醫師翁雯柔癌逝 （页面存档备份，存于）
- 悠遊平安＿翁翁的留言簿 （页面存档备份，存于）